# Manel Estiarte
Manel Estiarte i Duocastella, född 26 oktober 1961 i Manresa, är en spansk (katalansk) vattenpolospelare. Han ingick i Spaniens landslag vid olympiska sommarspelen 1980, 1984, 1988, 1992, 1996 och 2000. Under sin landslagskarriär gjorde Estiarte 1 561 mål och blev känd under smeknamnet El delfín goleador ("delfinmålskytten").

## Karriär
Estiarte tog OS-silver i den olympiska vattenpoloturneringen i Barcelona och OS-guld i den olympiska vattenpoloturneringen i Atlanta. Han vann skytteligan i fyra OS: Moskva, Los Angeles, Seoul och Barcelona. I Sydney var han fanbärare för Spanien.
Estiarte är en av tre idrottare som har representerat Spanien i sex olympiska spel. De två övriga är fäktaren Luis Álvarez och gångaren Jesús Ángel García.
Estiarte tog VM-guld för Spanien i samband med världsmästerskapen i simsport 1998 i Perth. VM-silver blev det 1991 i Perth och 1994 i Rom.
I FINA Men's Water Polo World Cup var Estiartes medaljsaldo tre bronsmedaljer: 1985 i Duisburg, 1991 i Barcelona och 1999 i Sydney.
EM-bronset 1983 var Spaniens första medaljplacering i en internationell vattenpolotävling på den nivån. EM-silver blev det 1991 i Aten och EM-brons på nytt 1993 i Sheffield.
Estiarte tog brons i vattenpoloturneringen vid medelhavsspelen 1979 och silver i vattenpoloturneringen vid medelhavsspelen 1983.

## Efter karriären

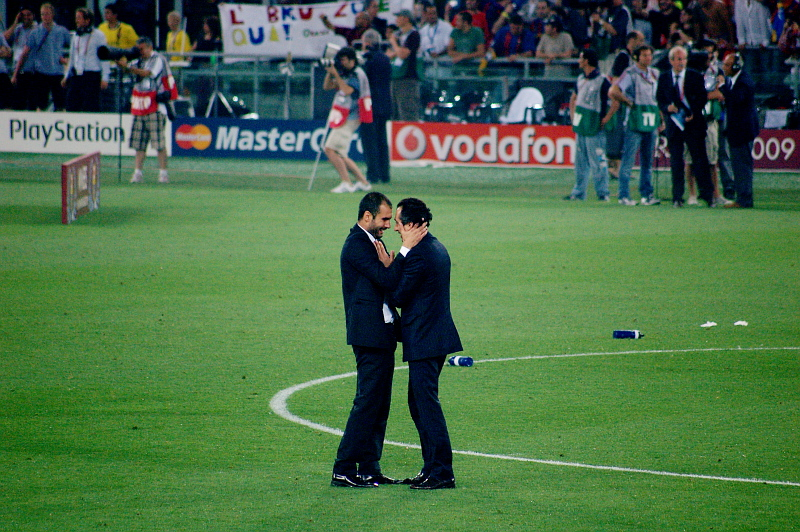
Pep Guardiola och Manel Estiarte firar FC Barcelonas seger i Uefa Champions League 2008/2009.

Estiarte var ledamot av Internationella olympiska kommittén 2000–2004. Han valdes in i The International Swimming Hall of Fame 2007. Sedan 2013 är han medarbetare åt fotbollslaget FC Bayern Münchens tränare Pep Guardiola. Han samarbetade med Guardiola redan 2008–2012 som chef för externa relationer i FC Barcelona som Guardiola då tränade. Estiartes självbiografi Todos mis hermanos utkom 2009.

## Klubbar
- Club Natació Manresa (1975–1979)
- Club Natació Barcelona (1979–1985)
- Pallanuoto Pescara (1986–1989)
- Rari Nantes Savona (1989–1991)
- Club Natació Catalunya (1991–1992)
- Pallanuoto Pescara (1992–1999)
- Club Natació Atlètic-Barceloneta (1999–2000)

## Utmärkelser
- Storkors av Spaniens kungliga idrottsförtjänstorden 1996
- Prinsens av Asturien sportpris 2001